# Liesa Van der Aa
Liesa Van der Aa, née en 1986 à Vilvorde (Flandre, Belgique), est une compositrice, musicienne, chanteuse et actrice belge.
Sa musique est un mélange de pop rock, de musique bruitiste, électronique, de folk et même de jazz,.

## Biographie
Liesa a seulement cinq ans quand elle commence le violon. Elle découvre Mozart et Bach avant de découvrir des artistes plus contemporains comme les Velvet Underground, Prince ou Chet Baker,.
En 2008, elle obtient un diplôme de maître de cabaret à l'Institut Herman Teirlinck. Affiliée au Toneelhuis, elle a contribué en tant que comédienne et compositrice au dernier volet de la trilogie Musil ( Guy Cassiers ). Ses musiques sont aussi utilisées pour des spectacles du FC Bergman. Elle collabore également avec des ensembles contemporains tels que Solistenensemble Kaleidoskop Berlin, Ictus (BXL) et BOX.
En 2006, elle obtient un rôle d'invité pour le rôle de Lies pour la télé-série belge En daarmee basta! .
Cinq ans plus tard, en 2011, elle fait ses débuts en tant qu'interprète et musicienne avec son album solo Troops où elle mixe les sons de sa voix avec ceux du violon. Ce disque est enregistré dans le studio d' Einstürzende Neubauten et produit avec la complicité de l'ingénieur du son Boris Wilsdorf. Elle reçoit alors la nomination pour le prix du meilleur musicien aux MIAs 2012. Avec ce premier album, elle part en tournée dans toute la France et participe au festival de musique Les Femmes s'en mêlent .
Troops comporte aussi un volet image. Liesa Van der Aa sollicite une dizaine d'artistes contemporains et leur donne carte blanche pour réaliser une vidéo pour chacun des titres de l'album. Guy Cassiers, Walter Verdin et Marc Lagrange participent à cette collaboration audio-visuelle qu'elle initie.
Liesa Van der Aa enregistre en 2014 un nouveau disque, WOTH. Il s'agit d'un album concept composé de trois parties, basé sur la coutume égyptienne de la « pesée du cœur ». Van der Aa  fait une tournée en Flandre en 2014 et 2015 avec la performance musicale entourant l'album. En 2015,elle fait une apparition aux côtés de son père Frans Van Der Aa dans le film Ay Ramon!.
En 2017, Van der Aa fonde le laboratoire musical One Trick Pony. Ce laboratoire explore les frontières entre contenu, musique et image. En plus des performances musicales telles que Loo Tunes, Autobahn Utopia et Music for Birthdays, PLAY est créé en mai 2019 et remporte le prix Klara pour la performance la plus inventive de 2019 : une compétition de tennis pour quatuor à cordes.
En parallèle, elle collabore en tant que compositrice avec les réalisateurs Gilles Coulier et Michalis Konstantatos. Lors du Festival du film d'Ostende, sa bande originale du film Cargo reçoit un Ensor pour la meilleure musique,.
En février 2020, elle sort son projet Easy Alice : un disque accompagné du court-métrage I can't go back to yesterday, qu'elle scénarise, réalise et dans lequel elle joue. Ces deux créations réfléchissent à la souveraineté, à l'isolement, à la schizophrénie ainsi qu'à l'équilibre entre les sexes. Mélangeant les mondes de Kafka, d'Alice au pays des merveilles à ceux de Pj Harvey ou Eminem, le scénario du film est basé sur des interviews de personnalités telles que Pasolini, David Bowie ou Leonard Cohen .
En tant qu'actrice, Liesa Van der Aa joue dans la série Ketnet Zingaburia, la série Cordon sur VTM, dans la deuxième saison de la série télévisée Salamander sur VRT et  dans la série The Dag, où elle interprète le rôle de Kristien Delaruelle,.

## Discographie

### Albums
- Troops, Volvox Music, 2012[18]
- WOTH, Volvox Music, 2014[19]
- Easy Alice, Rockoko, 2020[20]

## Compositions

### Pour le théâtre
- Fc Bergman, pièce pour trois acteurs et une actrice, 2008[21]
- Trilogie Musil, mis en scène Guy Cassiers, d'après  L’Homme sans qualités de Robert Musil, 2012[22]

### Pour le cinéma
- 2017 : Cargo de Gilles Coulier

#### Court métrage
- 2020 : I Can't Go Back to Yesterday

## Prix et distinctions
- Troops : Prix du meilleur musicien aux MIAs 2012[23]
- Meilleure Musique Originale, Ensors du cinéma flamand, Festival du film d'Ostende, 2018[24].
- PLAY : Prix Klara pour la performance la plus inventive de 2019[25]